# Fontana di Gennaro
La fontana dell'Acquario - popolarmente chiamata fontana di Gennaro - è un monumento di Messina, risalente al principio del XVII secolo. Inizialmente ubicata all'incrocio tra il Corso e la via del Collegio, si trova oggi nell'omonima piazzetta, tra il corso Cavour e via XXIV Maggio. Dopo dei lavori di restauro, nel 2015 è stata restituita alla vista della città .

## Descrizione
Si tratta di una statua di giovane Acquario, seduto su di un globo che rappresenta il mondo o la sfera celeste e che è circondato dalla fascia dello Zodiaco; l'acqua zampilla da quattro mascheroni che ornano la base della sfera, a sua volta retta da un alto piedistallo. La fontana è stata attribuita a Rinaldo Bonanno, seppure non si hanno certezze sulla paternità dell'opera; fu realizzata nel 1602 per volere del Senato messinese che la volle dedicare al re Filippo III.
È stato ipotizzato che il nome derivi da quello della divinità romana Giano, ma sembra difficile che, come alcuni vorrebbero, si sia perpetuata fino al Seicento la consapevolezza della presenza nei pressi di un tempio di epoca romana dedicato al dio stesso. Per effetto del devastante terremoto del 1908 il complesso scultoreo conseguì mutilazioni e venne rimosso. Per alcuni anni venne ospitato presso il museo di Messina, e solo nel 1932, dopo il restauro, esso fu collocato nel luogo in cui si trova attualmente, in una posizione non troppo distante da quella originale.
Caio Domenico Gallo negli "Annali della città di Messina" ebbe a scrivere "nell'entrare del nuovo anno 1602 si eresse il bellissimo fonte di marmo nella piazza della parrocchiale di S.Antonio dettà di Jannò con la statua raguardevole dell'Acquario seduto sul Zodiaco".

## Galleria d'immagini

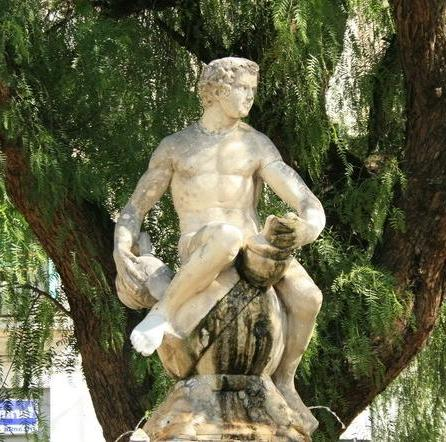